# تلمبه امیرآباد دارستان
تلمبه امیرآباد دارستان یک منطقهٔ مسکونی در ایران است که در بخش مرکزی شهرستان بم واقع شده‌است.